# Gang Dong-won
Gang Dong-won (Busan, 18 gennaio 1981) è un attore sudcoreano.

## Biografia
Nato a Busan nel 1981, intraprende la carriera di attore nel 2003. Nel 2004 partecipa come protagonista alla commedia romantica Too Beautiful to Lie, mentre nel 2006 al film sentimentale Maundy Thursday. Nel 2013 è il protagonista di The Secret Reunion, interpretando una spia nordcoreana, mentre nel 2016 di Geomsa-oejeon e Master.

## Filmografia parziale
- Geunyeoreul midji maseyo (그녀를 믿지 마세요?), regia di Bae Hyeong-jun (2004)
- Urideur-ui haengbokhan sigan (우리들의 행복한 시간?), regia di Song Hae-sung (2006)
- The Secret Reunion (의형제?), regia di Jang Hun (2010)
- Geomsa-oejeon (검사외전?), regia di Lee Il-hyung (2016)
- Master (마스터?), regia di Cho Ui-seok (2016)
- Golden Slumber (골든 슬럼버?), regia di Noh Dong-seok (2018)
- Illang - Uomini e lupi (인랑?), regia di Kim Ji-woon (2018)
- Peninsula (반도?), regia di Yeon Sang-ho (2020)
- Le buone stelle - Broker, regia di Hirokazu Kore'eda (2022)
- Cheonbaksa toema yeon-guso: Seolgyeong-ui bimil (천박사 퇴마 연구소: 설경의 비밀?), regia di Kim Seong-sik (2023)
- Guerra e rivolta, regia di Kim Sang-man (2024)

## Doppiatori italiani
Nelle versioni in italiano nelle opere in cui ha recitato, Gang Dong-won è stato doppiato da:
- Stefano Brusa in The Secret Reunion
- Matteo De Mojana in Master
- Marco Giansante in Illang - Uomini e lupi
- Renato Novara in Peninsula
- Francesco Pezzulli in Le buone stelle - Broker
- Massimo Aresu in Guerra e rivolta